# Den uendelige historie (film)
|  | Denne artikel omhandler filmen. For bogen af samme navn, se Den uendelige historie. |
Den uendelige historie er en engelsksproget tysk fantasy- og eventyrfilm fra 1984. Den uendelige historien er en filmatisering af Michael Endes roman af samme navn. Filmen blev instrueret af Wolfgang Petersen og havde Barret Oliver, Noah Hathaway og Tami Stronach i hovedrollerne.
Titelmelodien «NeverEnding Story» er sunget af Kajagoogoo-vokalisten Limahl.

## Medvirkende
- Barret Oliver - (Bastian)
- Gerald McRaney - (Bastians far)
- Drum Garrett - (første bølle)
- Darryl Cooksey - (anden bølle)
- Nicholas Gilbert - (tredje bølle)
- Thomas Hill - (Carl Conrad Coreander/ Karl Konrad Koreander)
- Deep Roy - (Teeny Weeny/ )
- Tilo Prückner - (Night Hob/ )
- Moses Gunn - (Cairon/)
- Noah Hathaway - (Atreyu / Atréju)
- Alan Oppenheimer - (Rockbiter / Falkor / G'mork / fortæller (stemme)
- Sydney Bromley - (Engywook)
- Patricia Hayes - (Urgl)
- Tami Stronach - (The Childlike Empress/ Den Barnlige Kejserinde)